# Una luz en el camino
Una luz en el camino es una telenovela mexicana producida por MaPat López de Zatarain para Televisa en 1998. Es una adaptación de la serie infantil argentina El árbol azul.
Protagonizada por Guillermo Capetillo, Verónica Merchant, Eugenia Cauduro y Eduardo Verástegui como protagonista infantil Mariana Botas y con las participaciones antagónicas de Susana Zabaleta, Ramón Abascal y Zaide Silvia Gutiérrez y la participación de los primeros actores Otto Sirgo, Luz María Aguilar y Mario Casillas.

## Argumento
Ana Olvera, esposa de Rodrigo González De Alba y madre de la pequeña Luciana, muere de un aneurisma cerebral. Mientras tanto, la madre de Rodrigo, doña Clara, decide hacerse cargo de Luciana y tratar de llenar un poco el vacío que dejó su madre.
Al mismo tiempo, Marcela, una joven universitaria, egresa con su título de Psicología especializada en niños, con las mejores calificaciones de su promoción y con una oferta de trabajo para impartir clases en la universidad de la que se graduó. Marcela está a punto de casarse, pero desgraciadamente su prometido sufre un accidente aéreo y muere justo el mismo día que muere Ana Olvera.
Para Rodrigo y Marcela es difícil superar las muertes de sus seres queridos, por lo que tratan de refugiarse en sus respectivos trabajos. Sin embargo, Rodrigo ha olvidado algo primordial: pasar tiempo con su hija, a la que tiene muy abandonada desde la muerte de su madre.
Cinco años después, Luciana es ya una adorable niña de 8 años que vive con su abuela paterna. Por desgracia, doña Clara sufre un accidente automovilístico y queda en coma. Juan Carlos, el pediatra de Luciana y mejor amigo de Marcela, le aconseja a Rodrigo que lleve a la niña con una psicóloga infantil para que la ayude a superar cualquier cosa que pueda pasar con su abuela.
Es aquí cuando Luciana y Rodrigo conocen a Marcela, que tratará de ayudar a Luciana.
Luciana y Marcela se vuelven grandes amigas. La niña encuentra en Marcela el calor de una madre y nada le entusiasma más que ver a su padre y Marcela juntos. Pero no todo pinta bien para Luciana: pues Astrid, la novia de su padre, es una mujer frívola y de mal corazón, que desea casarse con Rodrigo para conseguir su dinero. En ausencia de Rodrigo, Astrid desprecia y maltrata a Luciana, quien se da cuenta de que si esa boda se realiza, ella será enviada a un internado en Europa y nunca volverá a ver a su padre. 
Afortunadamente, Eliseo, un divertido ranchero que se convierte en gran amigo de Luciana, ayuda la niña a tenderle una trampa a Astrid. Rodrigo se da cuenta de la verdaderas intenciones de ésta y termina su compromiso. Luciana no podría estar más feliz, al igual que Rodrigo, quien por fin tiene el camino libre para conquistar a Marcela.
El campamento infantil está por iniciar, y a pesar de las constantes peticiones que el Padre Federico y Juan Carlos le hacen a Marcela para que sea la psicóloga del campamento, ésta se niega pues no quiere dejar sus consultas y menos a Rodrigo, con el que ha empezado una relación. Sin embargo, Astrid, quien quiere separar a la pareja a toda costa, manda incendiar el consultorio de Marcela y además la difama profesionalmente lo que provoca que la despidan de la universidad. Por último le tiende una trampa, que hace que Rodrigo rompa su relación con ella.
Es así como se desarrolla esta historia, en donde Rodrigo y Marcela terminarán siendo la nueva misión de Luciana, quien se encargará de mantenerlos juntos a pesar de todo para por fin tener la familia que tanto necesita.
Esto, entre muchas otras grandes aventuras que chicos y grandes vivirán en campamento El Pinar.

## Elenco
- Guillermo Capetillo - Rodrigo González de Alba
- Veronica Merchant - Marcela Villarreal
- Mariana Botas - Luciana González de Alba Olvera
- Susana Zabaleta - Astrid del Valle
- Zaide Silvia Gutiérrez - Elodia Vidal
- Ramón Abascal - Renato
- Luz María Aguilar - Clara González de Alba
- Marta Aura - Chole
- Mario Casillas - Don Eliseo de la Garza
- Eduardo Verástegui - Daniel
- Eugenia Cauduro - Luisa Fernanda
- Orlando Miguel - Miguel
- María Marcela - Lorena
- Otto Sirgo - Padre Federico
- Graciela Döring - Margarita
- Tere López Tarín - Yolanda
- Archie Lafranco - Juan Carlos
- Arturo Barba - Enrique
- Fernando Nesme - José Ramón
- Bárbara Ferré - Mercedes
- Rolando Brito - Bruno San Martín
- Gretel Rocha - Paulina
- Naydelin Navarrete - Vicky de los Santos
- Mayte Iturralde - Lupita
- Luis Fernando Madrid - Pablito
- Roberto Marín - Marco
- Nicky Mondellini - Victoria de De Los Santos
- Perla Jasso - Bertha
- José Antonio Marros - Don Pablo
- Gabriel Mijares - Manolo
- Claudia Ortega - Hortensia
- Nayeli Pellicer - Celia
- Radamés de Jesús - Darío
- Silvia Eugenia Derbez - Magda
- Edmundo Ibarra - Germán
- Patricio Castillo - Tomás
- Antonio Escobar - Armando
- Benjamín Islas - Ismael
- Mickey Santana - Andrés
- Valerie Sirgo - Ivonne
- Óscar Traven - Luis Trejo
- Martha Navarro - Consuelo
- Andrea Legarreta - Ana Olvera de González
- Marcela de Galina - María Marcela
- Sergio Acosta
- Karla Kegel - Susana
- Paola Kegel - Silvana
- Nora del Águila
- Gabriela Aponte
- Joana Brito
- Julio Cann
- Bernardo Franco
- Mónica García
- Daisy Jaimes
- Sergio Jurado
- Beatriz Martínez
- Baltazar Oviedo
- Claudia Palacios
- Benito Perkulis
- Carmen Rodríguez
- Juan Romanca
- Erik Iván Salinas
- Alondra Torres
- Ricardo Vera
- Vivi
- Yaldha Victoria
- Daniela Yudelevich
- Carlos Speitzer

## Equipo de producción
- Una historia original de: Mario L. Mortheo
- Adaptación: Alejandro Orive, Carlos Daniel González
- Editora literaria: Arlene López
- Tema musical: Una luz en el camino
- Tema y música original: Rubén Zepeda
- Intérpretes: Mariana Botas y elenco infantil
- Escenografía: Arturo Flores
- Ambientación: Claudia Hale
- Diseño de vestuario: Maribel González
- Diseño de imagen: Televisa San Ángel
- Musicalizador: Luis Alberto Diazayas
- Editor: Óscar Morales
- Dirección adjunta: Lily Garza
- Dirección de cámaras: Manuel Ángel Barajas, Héctor Márquez
- Coordinador de producción: Antonio Reyes
- Dirección de escena: Benjamín Cann, Alfredo Gurrola
- Productor asociado: Marco Vinicio López de Zatarain
- Productora: Martha Patricia López de Zatarain

## Versiones
- Una luz en el camino es una adaptación de El árbol azul, telenovela argentina producida por El Trece en 1991, protagonizada por Belén Blanco, Andrés Vicente y Morena Druchas. En su última parte, Una luz en el camino está basada en una historia original inspirada en la vida del tío de la productora MaPat López de Zatarain, creador del primer campamento en México.

## Premios y nominaciones

### Premios Bravo 1999
| Año  | Categoría                | Persona       | Resultado |
| ---- | ------------------------ | ------------- | --------- |
| 1999 | Mejor Actuación Infantil | Mariana Botas | Ganadora  |